# Eodinarthrum pusillum
Eodinarthrum pusillum är en nattsländeart som beskrevs av Martynov 1931. Eodinarthrum pusillum ingår i släktet Eodinarthrum och familjen kantrörsnattsländor. Inga underarter finns listade i Catalogue of Life.